# リチャード・マイニア
リチャード・H・マイニア（英語: Richard H. Minear、1938年 - ）は、アメリカ合衆国の歴史学者、日本学者である。
日本では邦訳書の表記でマイニアとなっているが、読みはミーニアが正しい。

## 著作
- 『西洋法思想の継受 : 穂積八束の思想史的考察』佐藤幸治・長尾龍一・田中成明 訳、東京大学出版会、1971年。原著1970年[1]。
- 『勝者の裁き : 戦争裁判・戦争責任とは何か』安藤仁介 訳、福村出版、1972年。新装版1985年、1998年。原著1971年[1]。
- Minear, Richard H., Theodor Seuss Geisel, and Art Spiegelman. Dr. Seuss Goes to War: The World War II Editorial Cartoons of Theodor Seuss Geisel.（ドクター・スース、戦争に行く（英語版）） New York: New Press, 1999, ISBN 1-56584-704-0
- Minear, Richard H. Requiem for Battleship Yamato, University of Washington Press, 1985. 新版：Bluejacket Books, 1999. ISBN 1-55750-544-6
吉田満『戦艦大和ノ最期』英訳版[2]。日本版：講談社、1985年。ISBN 4770012292